# Récifs Gris-Nez Blanc-Nez
Récifs Gris-Nez Blanc-Nez este o arie protejată (sit de importanță comunitară — SCI) din Franța întinsă pe o suprafață de 29.156 ha, integral marine.

## Localizare
Centrul sitului Récifs Gris-Nez Blanc-Nez este situat la coordonatele 50°53′30″N 1°33′45″E / 50.89167°N 1.5625°E.

## Înființare
Situl Récifs Gris-Nez Blanc-Nez a fost declarat arie specială de conservare în baza directivei 92/43 din 1992 referitoare la conservarea habitatelor naturale și a faunei și florei sălbatice pentru a proteja 3 specii de animale.

## Biodiversitate
Situată în ecoregiunea atlantică, aria protejată conține 2 habitate naturale: Recifuri, Bancuri de nisip acoperite în permanență slab de apă marină.
La baza desemnării sitului se află mai multe specii protejate de  mamifere (3): Halichoerus grypus, focă obișnuită (Phoca vitulina), marsuin (Phocoena phocoena).